# فلاديمير مونتيان
فلاديمير مونتيان (بالأوكرانية: Мунтян Володимир Федорович)‏، من مواليد 14 سبتمبر 1946، لاعب كرة قدم سوفيتي سابق، ومدرب كرة قدم أوكراني حالي.
لعب مع منتخب الاتحاد السوفيتي لكرة القدم.

## روابط خارجية
- فلاديمير مونتيان على موقع الاتحاد الدولي (مؤرشف)  (الإنجليزية)
- فلاديمير مونتيان على موقع الاتحاد الأوربي (الإنجليزية)
- فلاديمير مونتيان على موقع قاعدة بيانات كرة القدم.إي يو (الإنجليزية)
- فلاديمير مونتيان على موقع ناشيونال فوتبول تيمز (الإنجليزية)
- فلاديمير مونتيان على موقع كووورة